# Pseudaegerita foliicola
Pseudaegerita foliicola är en svampart som beskrevs av Abdullah ex J.A. Cooper 2005. Pseudaegerita foliicola ingår i släktet Pseudaegerita och familjen Hyaloscyphaceae.   Inga underarter finns listade i Catalogue of Life.